# توزیع یکنواخت گسسته
در نظریه آمار و احتمال ، توزیع یکنواخت گسسته  یک توزیع احتمال گسسته است که احتمال مشاهده تعداد محدودی پیشامد را یکسان گزارش می دهد. احتمال هر کدام از ‌{\displaystyle n}پیشامد قابل مشاهده ای که از این توزیع پیروی می کنند، برابر با  {\displaystyle 1/n}است.
مثالی از این توزیع، انداختن تاس سالم است، که تمام شش وجه آن ( پیشامد های قابل مشاهده) با احتمالی برابر {\displaystyle 1/6}ظاهر می شوند.

## مشخصات توزیع
برای یک مجموعه {\displaystyle n}عضوی، با فرض  هم شانس بودن  پیشامد ها، جمع احتمال تمام پیشامد ها خواهد بود: 

{\displaystyle P(S)=P(\bigcup _{i=1}^{n}E_{i})=\sum _{k=1}^{n}P(E_{i})=nP(E_{i})}
طبق تعریف داریم  {\textstyle P(S)=1}. پس : {\displaystyle P(S)=nP(E_{i})=1\Longrightarrow P(E_{i})=1/n}

## توزیع محدود به بازه
روش مرسومی از استفاده توزیع گسسته یکنواخت ، انتخاب اعداد صحیح در بازه {\textstyle [a,b]} {\displaystyle (a,b\in \mathbb {Z} )}به عنوان فضای نمونه است. در این حالت داریم :
توزیع احتمال :
{\displaystyle P(X)={\begin{cases}1/(a-b)&{\text{if }}X{\text{ is in [a,b]}}\\0&{\text{Otherwise}}\end{cases}}}
توزیع احتمال تجمعی :
{\displaystyle C(X)={\begin{cases}0&X<a\\{\frac {\left\lfloor X\right\rfloor -a+1}{b-a+1}},&X{\text{ in }}[a,b]\\1&X>b\end{cases}}}
امید ریاضی :
{\displaystyle E(X)=\sum _{x=a}^{b}\displaystyle xP(x)=1/(b-a+1)\sum _{x=a}^{b}x}
{\displaystyle =1/(b-a+1){\biggl (}(b+a)(b-a+1)/2{\Bigr )}}
{\displaystyle =(b+a)/2}
واریانس :
{\displaystyle V(X)=\sum _{x=a}^{b}P(x)(x-E(X))^{2}}
{\displaystyle =1/(b-a+1)){\biggl (}\sum _{x=a}^{b}(x-{\frac {b+a}{2}})^{2}{\Bigr )}}
{\displaystyle ={\frac {(b-a)^{2}}{12}}}

## نمودها و کاربردها
توزیع گسسته یکنواخت در بسیاری از تقریب‌ها و مشاهدات ظاهر می‌شوند. مشاهده این توزیع (به‌طور شهودی) نشان دهنده نبود تفاوت مؤثر بین پیشامدها است. با استفاده از اصل حداکثر انتروپی می‌توان اثبات کرد وقتی چیزی جز مقادیر قابل مشاهده (فضای نمونه) نمی‌دانیم، باید احتمال تمام آن‌ها را برابر در نظر بگیریم.
اما مثال‌هایی وجود دارد که علی‌رغم نبود تفاوت میان حالات (حداقل در نگاه اول)، توزیع رخدادها از توزیع یکنواخت بسیار متفاوت است. به‌طور مثال می‌توان یه قانون بنفورد اشاره کرد.
یک سیستم که خروجی هایش به طور مطلق از توزیع یکنواخت گسسته پیروی می کند کاریرد های فراوانی در نمونه برداری آماری، رمزنگاری، قمار و ... دارد اما ساختن چنین ماشینی کار بسیار سختی است. امروزه از روش هایی مثل  الگوریتم های کامپیوتری و دریافت تابش کیهانی برای تولید این خروجی ها استفاده می شود.